# Alpioniscus balthasari
Alpioniscus balthasari là một loài chân đều trong họ Trichoniscidae. Loài này được Frankenberger miêu tả khoa học năm 1937.